# Cupertino (California)
Cupertino es una ciudad del condado de Santa Clara, en el estado de California (Estados Unidos). Según el censo de 2020, contaba con 57 820 habitantes.
En Cupertino se encuentran las sedes de Alphabet (Google), Netflix, Facebook, Apple—Apple Park e Intel, entre otras compañías tecnológicas e informáticas.

## Etimología
Cupertino recibió su nombre del Arroyo San José de Cupertino (ahora Stevens Creek). El arroyo había sido nombrado por el cartógrafo del explorador español Juan Bautista de Anza, quien lo nombró en honor a san José de Cupertino.

## Historia
Cupertino en el siglo XIX era un pequeño pueblo rural en el cruce de Stevens Creek Road y Saratoga-Mountain View Road (también conocido localmente como Highway 9; más tarde Saratoga-Sunnyvale Road, y luego renombrado como De Anza Boulevard dentro de los límites de la ciudad de Cupertino). Durante décadas, la intersección estuvo dominada en la esquina sureste por R. Cali Brothers Feed Mill, reemplazado hoy por Cali Mill Plaza y City Hall. En aquel entonces, se conocía como West Side y formaba parte del municipio de Fremont. La principal actividad económica fue la fruticultura. Casi toda la tierra dentro de los límites actuales de Cupertino estaba cubierta por ciruelas pasas, ciruelas, albaricoques y cerezas. Una bodega en Montebello Ridge con vista a la región del valle de Cupertino también estaba en funcionamiento a fines del siglo XIX.
Pronto, los ferrocarriles eléctricos y los caminos de tierra atravesaron las tierras de cultivo del West Side. Monta Vista, la primera urbanización de Cupertino, se desarrolló a mediados del siglo XX como resultado de la construcción del ferrocarril eléctrico.

## Demografía
| 52 565                     | 52 390 | 51 589 | 52 186 | 51 892 | 52 171 | 53 242 |
| (Fuente: [cita requerida]) |        |        |        |        |        |        |

## Geografía
Cupertino está en la zona conocida como Silicon Valley, que se encuentra al sur de la región de la bahía de San Francisco. La parte oriental de la ciudad, ubicada en el Valle de Santa Clara, es plana, mientras que la parte occidental de la ciudad se inclina hacia los Montes Santa Cruz. Cupertino limita con San José y Santa Clara al este, Saratoga al sur, Sunnyvale y Los Altos al norte y Loyola al noroeste.
Varios arroyos atraviesan Cupertino en su camino hacia el sur de la Bahía de San Francisco, incluidos (de norte a sur): Permanente Creek, Stevens Creek, San Tomas Aquino Creek y su Smith Creek, los afluentes Regnart Creek y Prospect Creek de Calabazas Creek y Saratoga Creek.

## Economía

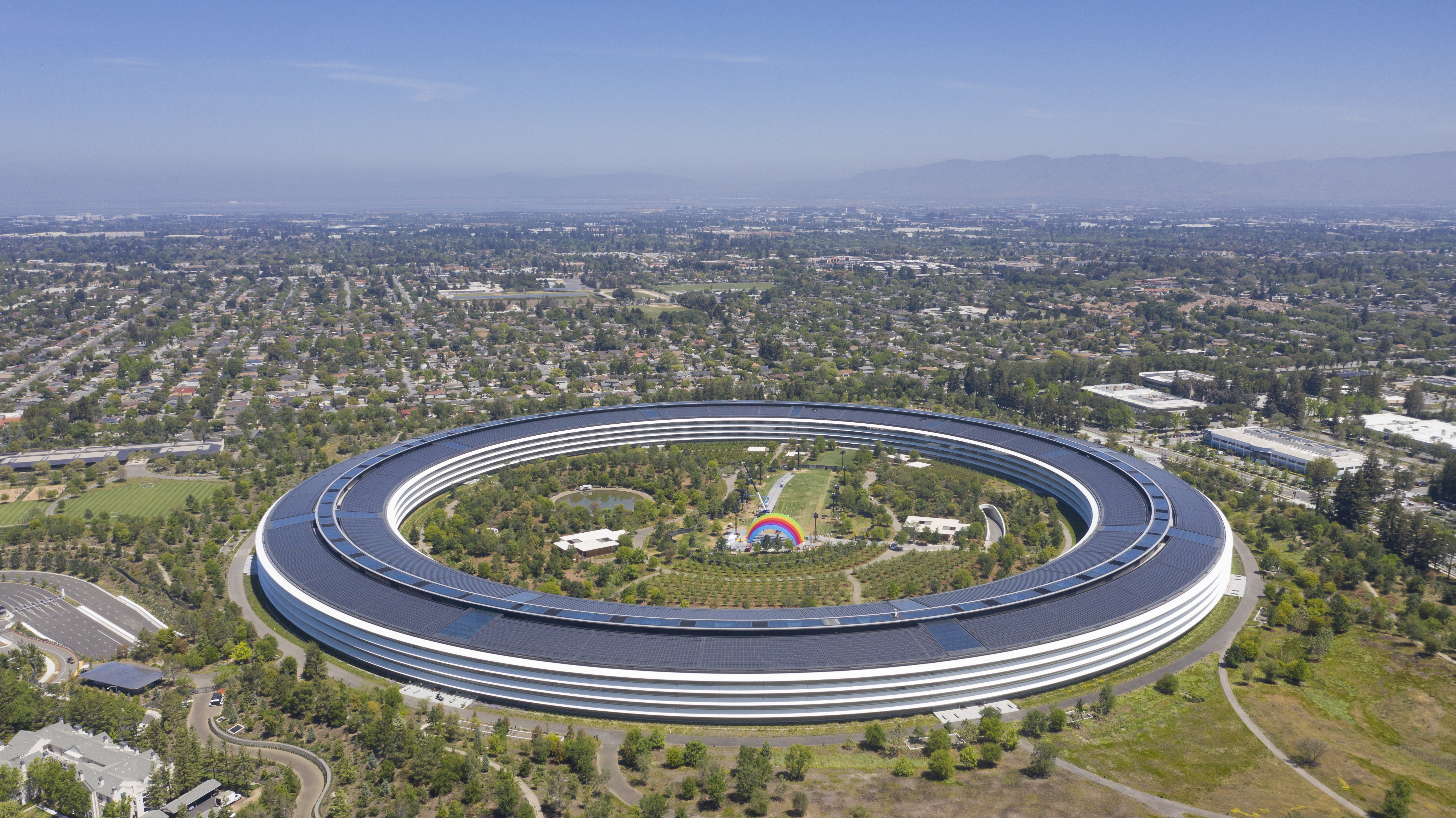
El Apple Park, en 2019.

Cupertino es una de las ciudades que dicen ser el corazón de Silicon Valley. Y es que aquí se encuentra el Apple Park, sede actual de la compañía de tecnología Apple desde el 2017. El campus alberga a 13.000 empleados en un edificio circular central de cuatro pisos rodeado por una extensa zona verde. La sede de Apple entre 1993 y 2017, ubicada en 1 Infinite Loop, también se encontraba en Cupertino.